# Schloss Wasserleonburg

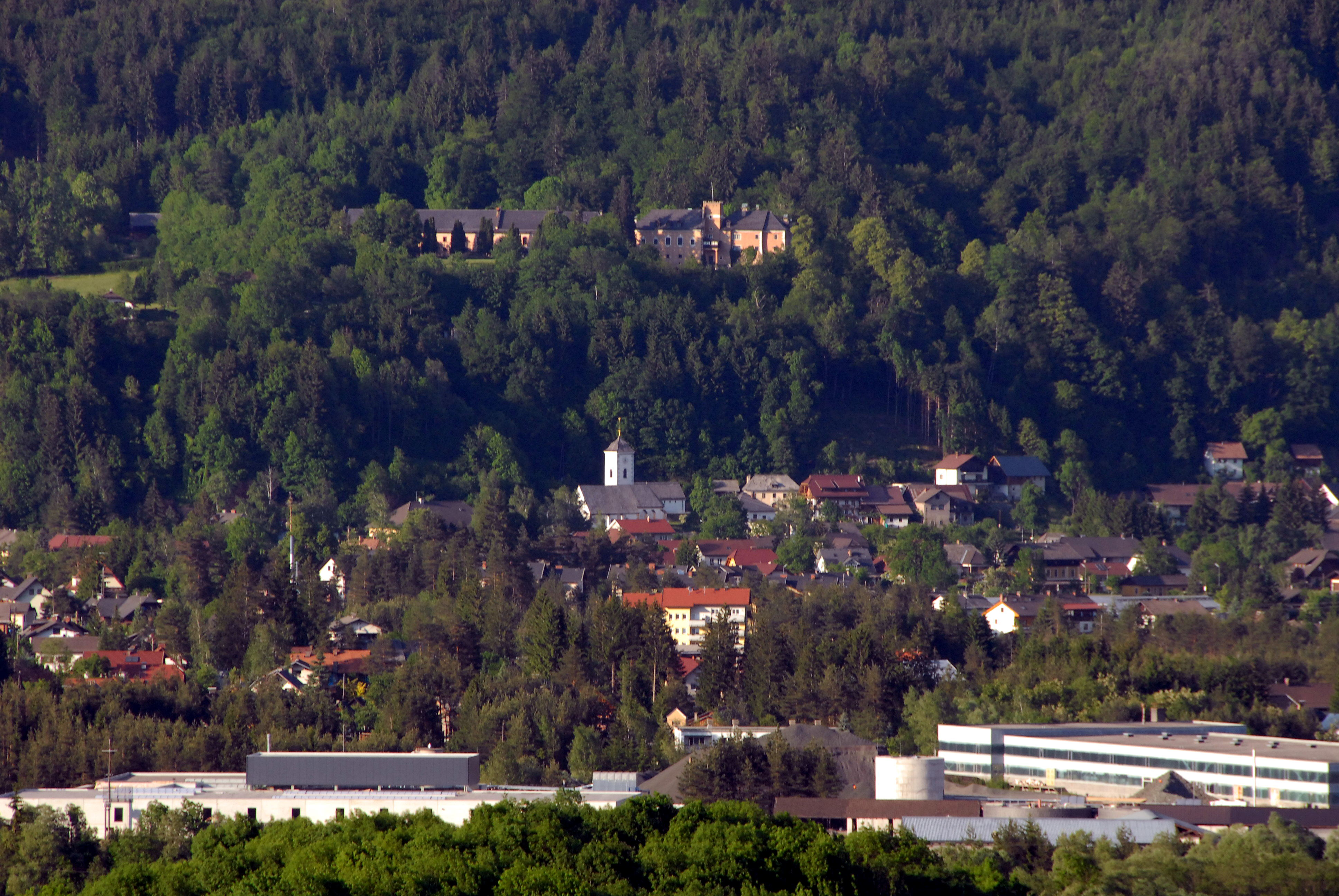
Blick über Saak zum Schloss

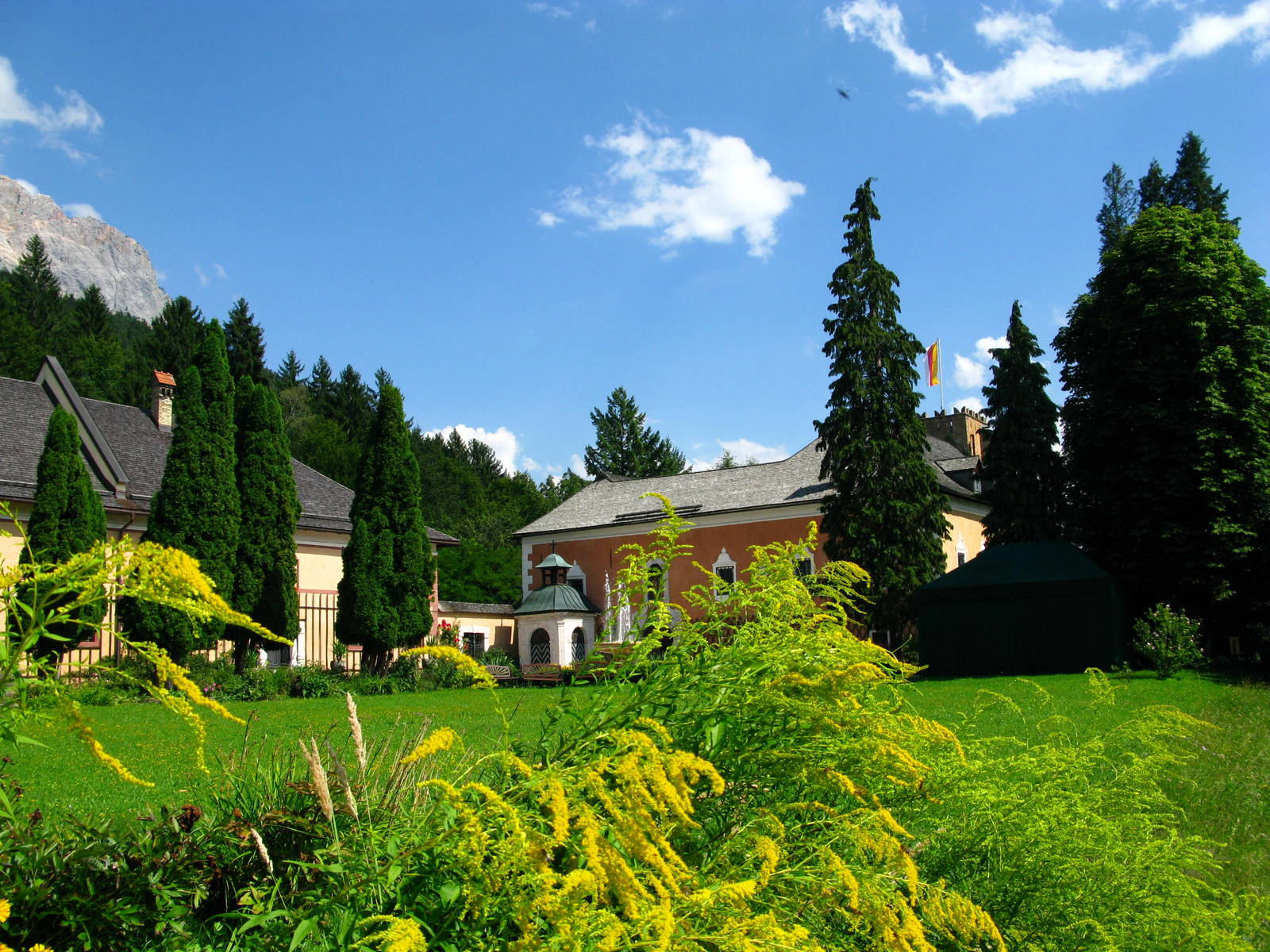
Am Schloss; im Hintergrund die Dobratschsüdwand

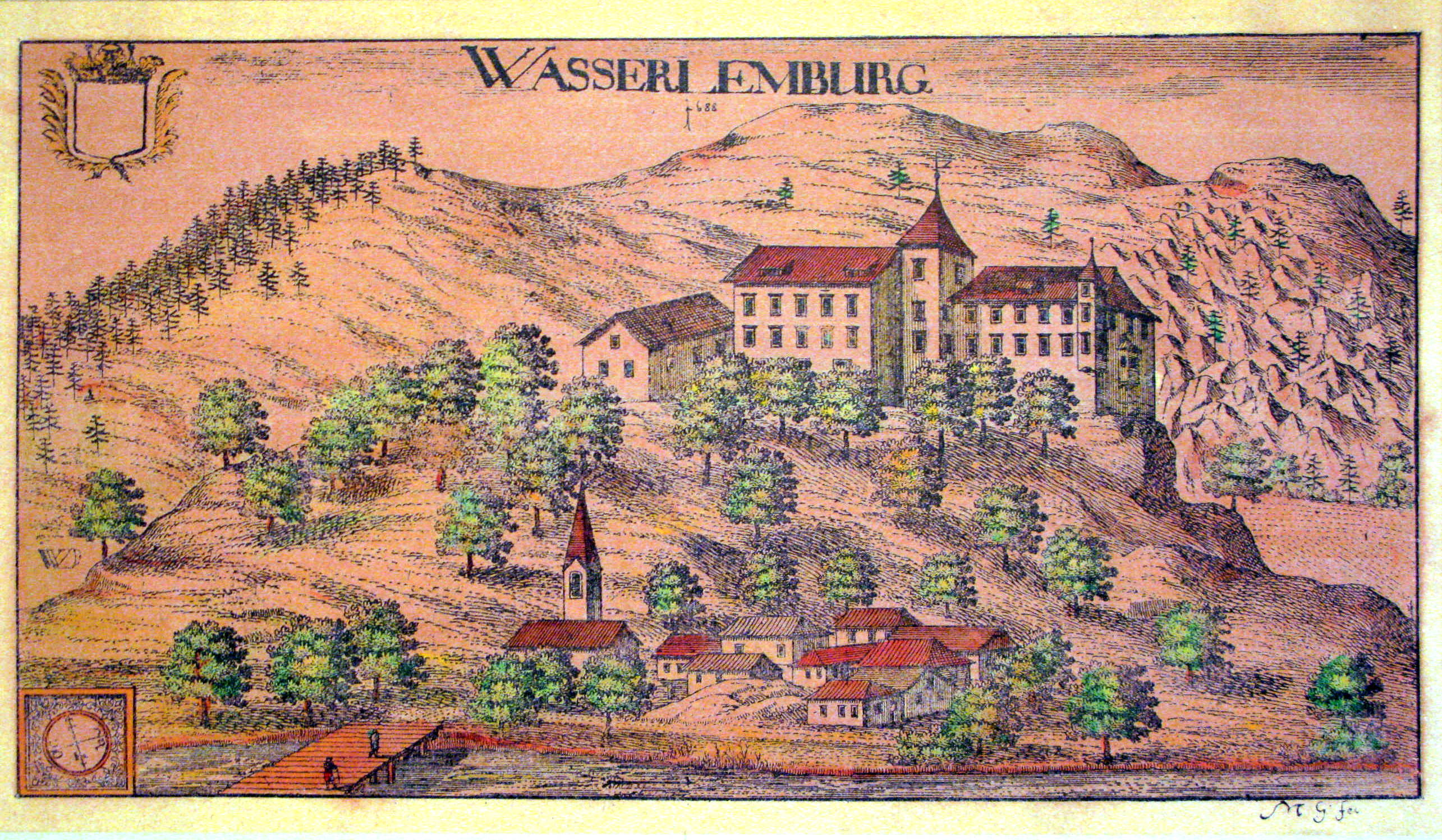
Stich von 1688 (Valvasor)

Das Schloss Wasserleonburg ist ein Schloss in der Nötscher Katastralgemeinde Saak in Kärnten, das auf einem Plateau oberhalb von Nötsch am Fuße des Dobratsch liegt.

## Geschichte
Der Vorgängerbau des Schlosses, der sich östlich der heutigen Anlage befand, wurde urkundlich erstmals 1253 als bambergisches Lehen genannt und als „Löwenburg“, „Lewenburch“ oder „Leumburg“ bezeichnet, worauf auch das Nötscher Wappen Bezug nimmt. Die Burg wurde durch das Erdbeben von 1348 stark beschädigt. Das Beben löste zudem am Dobratsch einen Bergsturz aus, woraufhin sich die Gail unterhalb der Burg zu einem langgestreckten See aufstaute; wahrscheinlich entstand der Name „Wasserleonburg“ infolge dieses Ereignisses.
In der zweiten Hälfte des 14. und Beginn des 15. Jahrhunderts wurde ein Neubau errichtet, der älteste Teil der heutigen Anlage ist der Bergfried im Osttrakt. 1522 kaufte der Villacher Handelsherr Wilhelm Neumann die Herrschaft Wasserleonburg mit allen Zugehörungen wie Obrigkeiten, Freiheiten, Fischweid usw. von den Gebrüdern Hans, Andrä und Christoph von Ungnad Herren zu Sonnegg. Anna von Liechtenstein, geborene Neumannin, erbte nach ihrer Mutter im Jahre 1572 den Besitz, den sie für fünf Jahrzehnte verwaltete. Nach ihrem Ableben gelangte Wasserleonburg nach einem jahrzehntelangen Erbschaftsprozess 1635 an ihren Urur-Großneffen Georg Philipp Proy von Burgwalden.
Die ältesten Bauteile der Anlage wurden im 16./17. Jahrhundert nach Westen erweitert. Bedeutend ist die spätmanieristische Hoffassade, die um 1650 errichtet wurde. Die Kapelle stammt aus den Jahren um 1753/54 und wurde gleichzeitig mit dem sehr dekorativ ausgestalteten Pferdestall errichtet, der heute als repräsentativer Veranstaltungssaal dient. Bemerkenswert ist der Renaissancelaubenhof und die Schlosskapelle. Vom 5. Juni bis 7. September 1937 verbrachten der abgedankte britische König Edward VIII. (Herzog von Windsor) und seine Frau Wallis Simpson hier ihre Flitterwochen.
Wasserleonburg befindet sich in Privatbesitz und kann für Gruppen nach Voranmeldung besichtigt werden. Schlosshof, Kapelle, Speisesaal und Nebengebäude werden für Veranstaltungen vermietet.